# Князът на бледоликите
Князът на бледоликите (на немски: Der Fürst der Bleichgesichter) е втората част на романа на Карл Май „Немски сърца, немски герои“ (на немски: Deutsche Herzen, deutsche Helden), действието в която се развива в Америка (първата част се развива в Ориента, а третата в Сибир).

## Българска версия
Българското издание на „Князът на бледоликите“ от 2004 година с преводач Веселин Радков е на издателство „Тера плюс“.